# Нельсон, Джон Аллен
Джон Аллен Нельсон (англ. John Allen Nelson; 28 августа 1959, Сан-Антонио, Техас) — американский актёр и сценарист.

## Ранние годы
Нельсон родился в Техасе, но провёл первые три года своей жизни в ФРГ, так как его отец работал там врачом в ВВС США. У него есть брат Дэвид и сёстры Нэнси и Дайана.

## Карьера
Нельсон начал свою карьеру с участия в мыльных операх «Любящие» и «Санта-Барбара», в которых он сыграл роли Дюка Рошеля и Уоррена Локриджа соответственно.
Нельсон снимался в таких полнометражных фильмах, как «Ханк» (1987), «Коммандос Сайгона»  (1987), «Ловчий смерти и воины ада» (1988). Также он появлялся в эпизодах сериалов «Охотник», «Бак Джеймс», «Она написала убийство», «C.S.I.: Место преступления Майами», «Спасатели Малибу», «Квантовый скачок», «Друзья» и других. В сериалах «Шина», «24» и «Пропавшая» он исполнял главные роли.

## Личная жизнь
В 1988 году актёр женился на Асе Нельсон, с которой развёлся в сентябре 2005 года. Дети от этого брака Аксель (род. 1990) и Линнеа (род. 1994) живут с матерью в Швеции.
В 2007 году Нельсон женился на Жустине Эйре.